# 中和灝
中和灝位於四川省自貢市大安區，文物遺址年代判定為清。2012年7月16日公佈為第八批四川省文物保護單位。

## 簡介[2]
中和灝又稱鍾和順，系牛佛鎮鍾家宗祠，位於四川省自貢市大安區牛佛鎮後街，坐東北向西南，修建於清光緒元年（1875），建築占地面積534平方公尺。整體建築為磚木結構，由門廳、過廳、正堂組成，主體建築為單簷硬山式屋頂，小青瓦屋面，抬梁式磚木結構，其屋脊、泥塑、木雕、石刻等均保存完好，對研究自貢清代民間建築具有一定的參考價值。2009年，中和激被自貢市人民政府公佈為市級文物保護單位。